# 1412
1412. је била проста година.

## Догађаји

### Јануар
- 16. јануар — Медичији су постали званични папски банкари.
- 29. јануар — У Новом Брду издат „Закон о рудницима деспота Стефана“, који садржи драгоцене податке о начину живота српског народа на почетку 15 века.

### Новембар
- Окончан је Први скадарски рат (1405—1412) између Балше III Балшића (1403—1421) и Млетачке републике, мировним уговором којим је стање враћено на стање од пре почетка рата.